# III. Hornspitze
III. Hornspitze (även Berliner Spitze, Höchste Hornspitze) är en bergstopp i Österrike nära gränsen mot Italien. Den ligger i förbundslandet Tyrolen, i den västra delen av landet. Toppen på III. Hornspitze är 3 254 meter över havet.
Den högsta punkten i närheten är Kleiner Möseler, 3 405 meter över havet, väster om III. Hornspitze.
Trakten runt III. Hornspitze består i huvudsak av kala bergstoppar och isformationer.